# Zabrđe, Cetinje
Zabrđe je naselje v Črni gori, ki upravno spada pod občino Cetinje.

## Demografija
| Pregled števila prebivalstva po letih | Pregled števila prebivalstva po letih | Pregled števila prebivalstva po letih | Pregled števila prebivalstva po letih | Pregled števila prebivalstva po letih | Pregled števila prebivalstva po letih | Pregled števila prebivalstva po letih | Pregled števila prebivalstva po letih | Pregled števila prebivalstva po letih |
| ------------------------------------- | ------------------------------------- | ------------------------------------- | ------------------------------------- | ------------------------------------- | ------------------------------------- | ------------------------------------- | ------------------------------------- | ------------------------------------- |
| 30                                    | 34                                    | 39                                    | 16                                    | 19                                    | 223                                   | 148                                   | 119                                   | 77                                    |
| 30                                    | 34                                    | 39                                    | 16                                    | 19                                    | 223                                   | 148                                   | 119                                   | 77                                    |